# Arrondissement du Pays-de-Berchtesgaden
L'arrondissement du Pays-de-Berchtesgaden (Landkreis Berchtesgadener Land en allemand) est un arrondissement  de Bavière (Allemagne) situé dans le district (Regierungsbezirk) de Haute-Bavière. Son chef-lieu (Kreisstadt) est Bad Reichenhall.

## Géographie
L'arrondissement est situé dans l'extrême sud-est du land de Bavière, à la frontière avec le land autrichien de Salzbourg. Du point de vue autrichien, il est nommé Kleines deutsches Eck (« le petit angle allemand »), parce qu'il saillit dans le territoire national ressemblant à un coin.
À l'ouest, l'arrondissement est limitrophe de l'arrondissement de Traunstein; autrement, l'Autriche (la ville de Salzbourg ainsi que les districts de Salzbourg-Umgebung et de Hallein) entoure le territoire. La frontière orientale suit le cours de la rivière Salzach. Le terrain s'étend les contreforts du nord des Alpes autour de Laufen et Freilassing jusqu'aux sommets des Alpes de Chiemgau et des Alpes de Berchtesgaden au sud dont le point culminant est le chaînon du Watzmann à 2 713 m, second massif d'Allemagne par sa hauteur. 

## Histoire

Les trois régions historiques de l'arrondissement.

L'arrondissement est créé lors des réformes administratives des années 1970 : il réunit les communes des anciens arrondissements de Berchtesgaden, la moitié environ de celles de l'arrondissement de Laufen et l'ancienne ville-arrondissement de Bad Reichenhall.  
Au haut Moyen Âge, l'ensemble de ces domaines appartiennent au duché de Bavière; toutefois, ils ont suivi une évolution différente : une grande partie au nord faisait partie de la principauté épiscopale de Salzbourg à partir du XIIIe siècle (nommée Rupertiwinkel d'après saint Rupert de Salzbourg), alors que la partie méridionale a formé la prévôté de Berchtesgaden. Seule la partie centrale autour de Reichenhall était restée chez les ducs de Bavière de la maison de Wittelsbach.
Les domaines bavarois sont devenues une partie du royaume de Bavière en 1806; la prévôté de Berchtesgaden, sécularisée en 1803, suivit en 1810. Le territoire salzbourgeois, également sécularisé et converti en l' électorat de Salzbourg éphémere, était divisé le long de la Salzach et la rive ouest rejoint la Bavière. Tous les zones appartiennent au district de Haute-Bavière à partir de 1837.

## Démographie
En prenant en compte les dimensions actuelles de l'arrondissement, on obtient les chiffres suivants :
| Évolution démographique | Évolution démographique | Évolution démographique | Évolution démographique | Évolution démographique | Évolution démographique | Évolution démographique | Évolution démographique | Évolution démographique | Évolution démographique | Évolution démographique | Évolution démographique | Évolution démographique | Évolution démographique | Évolution démographique |
| ----------------------- | ----------------------- | ----------------------- | ----------------------- | ----------------------- | ----------------------- | ----------------------- | ----------------------- | ----------------------- | ----------------------- | ----------------------- | ----------------------- | ----------------------- | ----------------------- | ----------------------- |
| Année                   | 1840                    | 1900                    | 1939                    | 1950                    | 1961                    | 1972                    | 1987                    | 1991                    | 1995                    | 2000                    | 2005                    | 2010                    | 2015                    |                         |
| Population              | 27.227                  | 36.160                  | 59.793                  | 84.336                  | 81.340                  | 88.743                  | 90.689                  | 96.527                  | 98.946                  | 99.848                  | 102.587                 | 102.389                 | 103.907                 |                         |

## Villes, communes & communautés d'administration
(nombre d'habitants en 2006)

Carte des communes de l'arrondissement.

| Villes 1. Bad Reichenhall, grande ville d'arrondissement (18 015) 2. Freilassing (16 000) 3. Laufen (6 637) Marchés 1. Berchtesgaden (7 686) 2. Marktschellenberg (1 800) 3. Teisendorf (9 137) | Communes 1. Ainring (10 025) 2. Anger (4 223) 3. Bayerisch Gmain (2 957) 4. Bischofswiesen (7 462) 5. Piding (5 345) 6. Ramsau bei Berchtesgaden (1 793) 7. Saaldorf-Surheim (5 266) 8. Schneizlreuth (1 395) 9. Schönau am Königssee (5 344) | Secteurs non constitués en municipalité (71,33 km², tous inhabités) 1. Bischofswiesener Forst (29,46 km²) 2. Eck (12,60 km²) 3. Forst Sankt Zeno (12,26 km²) 4. Schellenberger Forst (17,01 km²) |